# Jigeum, he-eojineun jung-imnida
Jigeum, he-eojineun jung-imnida (지금, 헤어지는 중입니다?; lett. "Adesso, ci stiamo lasciando"), anche nota con il titolo internazionale Now, We Are Breaking Up, è una serie televisiva sudcoreana trasmessa su SBS TV dal 12 novembre 2021 all'8 gennaio 2022.

## Trama
Ha Yeong-eun, team leader del reparto design dell'azienda di moda The One, e Yoon Jae-gook, fotografo freelance, intraprendono una relazione che tuttavia viene complicata dalle rispettive carriere e difficoltà personali, oltre che dai loro ex e dal loro passato.

## Personaggi e interpreti
- Ha Yeong-eun, interpretata da Song Hye-kyo
- Yoon Jae-gook, interpretato da Jang Ki-yong
- Hwang Chi-sook, interpretata da Choi Hee-seo
- Seok Do-hoon, interpretato da Kim Joo-hun
- Jeon Mi-sook, interpretata da Park Hyo-joo
- Kwak Soo-ho, interpretato da Yoon Na-moo

## Produzione
Il ruolo della protagonista era stato inizialmente offerto a Soo Ae, che tuttavia ha declinato. Le riprese sono iniziate il 9 aprile 2021 e si sono concluse il successivo 12 settembre.

## Accoglienza
La serie è stata criticata per la sensazione di vecchio causata dalla relazione tra una protagonista femminile in stile Candy Candy e un protagonista maschile ricco e affascinante, nonché per aver riproposto lo stereotipo della rottura dovuta all'opposizione dei genitori, ragion per cui l'indice di ascolto nella seconda metà è sceso al 4%. L'ultimo episodio ha registrato uno share del 6,7%, in linea con il 6,4% del debutto.

## Riconoscimenti
- SBS Drama Award
  - 2021 – Premio all'eccellenza, attore in una miniserie commedia romantica a Kim Joo-hun[9]
  - 2021 – Miglior attrice secondaria in una miniserie commedia romantica a Park Hyo-joo[10]